# Кога лажеш
Кога лажеш је трећи студијски албум фолк певачице Јоване Типшин издат 1997. године за Зам. Као и претходни и овај албум је рађен у сарадњи са Срки Бојем. На албуму се издвојила песма Ружа пуна трња, а као бонус нашли су се хитови Дала сам ти љубав и Не заборави ме са претходног албума. Пратеће вокале певала је Ана Бекута, а продуцент је био Саша Поповић. Овај албум су радили Горан Ратковић Рале и Драган Брајовић Браја.

## Списак песама
| №   | Назив             | Текст                 | Музика                | Трајање |  |
| 1.  | Кога лажеш        | Драган Брајовић Браја | традиционал           |         |  |
| 2.  | Далеко си ти      | Драган Брајовић Браја | Драган Брајовић Браја |         |  |
| 3.  | Лепо ти лице      | Драган Брајовић Браја | Драган Брајовић Браја |         |  |
| 4.  | Соколе            | Стева Симеуновић      | Стева Симеуновић      |         |  |
| 5.  | Море лажи         | Драган Брајовић Браја | Фибус (текстописац)   |         |  |
| 6.  | Ружа пуна трња    | Срки Бој              | Срки бој              |         |  |
| 7.  | Два звона         | Драган Брајовић Браја | Драган Брајовић Браја |         |  |
| 8.  | Два живота        | Драган Брајовић Браја | Драган Брајовић Браја |         |  |
| 9.  | Залеђена река     | Радован Дабановић     | Срђан Симић Камба     |         |  |
| 10. | Не заборави ме    | Драган Брајовић Браја | Фибус (текстописац)   |         |  |
| 11. | Дала сам ти љубав | Драган Брајовић Браја | Драган Брајовић Браја |         |  |